# Teijin Aramid
Teijin Aramid BV (voorheen Teijin Twaron) is een Nederlands bedrijf dat onderdeel is van de Aramid Fiber Business Group van de Japanse multinational Teijin Limited.

## Geschiedenis
De geschiedenis van Teijin Aramid BV begon in 1970 bij Akzo, in het jaar dat er onderzoek werd gestart naar een supersterke para-aramidevezel, die de merknaam Twaron meekreeg. In 1976 werd de eerste proeffabriek voor Twaron in gebruik genomen en binnen tien jaar zouden er vijf productiebedrijven volgen. In de jaren 90 nam de afzetmarkt explosief toe. Op dat moment waren alle activiteiten rond Twaron in handen van Acordis. Eind 2000 werd Twaron overgenomen door het Japanse bedrijf Teijin Limited, een bedrijf dat zijn blik al enige tijd op aramide gevestigd had, met merknamen als Technora en Teijinconex. Dit resulteerde in een nieuw bedrijf Teijin Twaron. Teijin investeerde flink in de nieuwe tak, waardoor de productiecapaciteit flink toenam. Als resultaat hoopte Teijin in 2006 ongeveer 50% van de para-aramide-markt in handen te hebben. De grootste concurrent is DuPont, dat de aramidevezel onder de naam Kevlar op de markt heeft gebracht.
Het hoofdkantoor (in Arnhem) en de productiebedrijven zijn in Nederland gevestigd. Eind 2006 werd bekend dat de productiecapaciteit van de fabrieken in Delfzijl en Emmen voor de vierde keer in zes jaar werd uitgebreid. Die groeide daardoor met vijftien procent tot 36.500 ton per jaar.
Per 3 september 2007 veranderde de naam van Teijin Twaron BV in Teijin Aramid BV, een bedrijf met vier verschillende soorten aramide in zijn productenpalet.

## Productieproces
Grondstoffen voor Twaron zijn para-xyleen, tereftaalzuur, aniline, tetrachloorkoolstof, chloor, natriumnitriet en waterstof. Hieruit worden in de fabriek te Delfzijl de monomeren parafenyleendiamine (PPD) en tereftaloyldichloride (TDC) vervaardigd. Van deze monomeren wordt het polymeer PPTA vervaardigd.
In de fabriek te Emmen wordt het PPTA opgelost in geconcentreerd zwavelzuur, waarna het versponnen wordt tot garen. Het garen wordt verkocht dan wel verwerkt tot Twaronpulp, dat voor speciale toepassingen wordt gebruikt.
Ook in Arnhem bevindt zich een Twaronpulpfabriek.

## Voetnoten
1. ↑  Excursieverslag Teijin Twaron, Nelleke Verzijden, 12 mei 2004
2. ↑  "Teijin Twaron breidt weer uit", Technisch Weekblad, 2 december 2006
3. ↑  Teijin heet nu definitief Teijin Aramid, Dagblad van het Noorden, 4 september 2007